# Forces Armées CA
El Forces Armées CA, conocido también como FACA, es un equipo de fútbol de la República Centroafricana que juega en la Tercera División de la República Centroafricana, la tercera liga de fútbol más importante del país.

## Historia
Fue fundado en el año 1986 en la capital Bangui y es el club que pertenece a las Fuerzas Armadas Centroafricanas, por lo que la mayoría de sus jugadores son soldados del país en servicio. Han ganado el título del Campeonato de fútbol de la República Centroafricana en 2 ocasiones y el de la Copa de la República Centroafricana en dos ocasiones, todos los títulos obtenidos en la década de los años 1990s. Es uno de los equipos que representan al ejército de la República Centroafricana junto al Armée Centrafricaine FC.
A nivel internacional han participado en 3 torneos continentales, en los cuales nunca han podido superar la ronda preliminar.

## Palmarés
- Campeonato de fútbol de la República Centroafricana: 2

1991, 1995
- Copa de la República Centroafricana: 2

1990, 1994

## Participación en competiciones de la CAF
| Temporada | Torneo                            | Ronda      | Club          | Casa | Visita | Global  |
| --------- | --------------------------------- | ---------- | ------------- | ---- | ------ | ------- |
| 1991      | Recopa Africana                   | Preliminar | Olympic FC    | 1-3  | 1-5    | 2-8     |
| 1992      | Copa Africana de Clubes Campeones | Preliminar | Tourbillon FC | 1-1  | 0-0    | 1-1 (a) |
| 1996      | Copa Africana de Clubes Campeones | Preliminar | Fantastique   | 0-4  | w.o.1  | 0-4     |

1- Forces Armées abandonó el torneo antes de jugar el partido de vuelta.